# 無管制空港

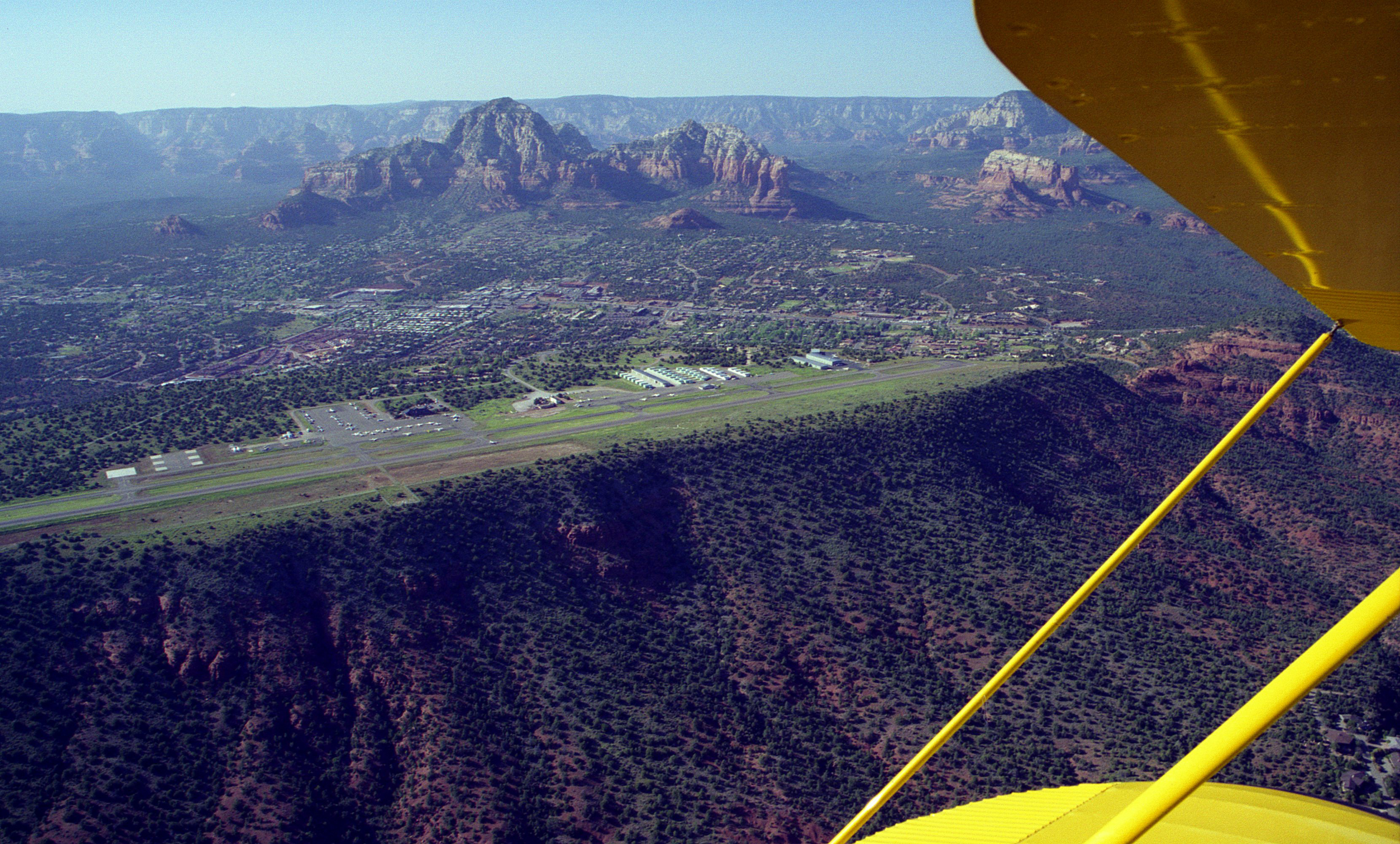
アリゾナ州ヴァード渓谷にあるセドナ空港。数ある無管制空港の一つ。

無管制空港（むかんせいくうこう、non-towered airport）は管制塔のない空港や航空管制が敷かれていない空港のこと。世界の空港の大半は無管制空港である。また管制塔があっても、夜間帯など、発着が疎になる時間帯は無管制空港として運用している場合もある。
無管制空港を利用する際は、管制塔からの指示を受ける代わりに、予め定められた規定に則って離着陸する。国によって規定はまちまちだが、一般に離着陸の標準航路、共用の周波数等が前もって指定されており、無管制空港を利用する場合はそれに従う。例えば米国、カナダ、ニュージーランド、オーストラリアでは航空管制共用周波数(Common Traffic Adivsory Frequency)を使うよう決められている。

## 昇格基準
無管制空港であっても、発着回数、扱う機種、巡航速度の異なる機材の増加に伴い、安全の確保や効率的な運用のために管制空港に昇格することがある。但し、運用上の都合のみで昇格するわけではなく、管制塔の建設費や、管制官の人件費の確保ができた上で、関係自治体の意向や関連航空法規も勘案して初めて昇格を決定する。
航空ショーのように一時的に発着量が増える場合は、日時を限って即席の管制塔を設けることがある。この場合は空港施設を間借りしたり、キャンピングカーを利用したり、果ては野外に単に椅子を設えただけで、簡易無線機と双眼鏡を片手に管制業務を行うこともある。

## 発着手順

米国の標準発着航路。米連邦航空局AIMより図4-3-2。

無管制空港であっても、上空が管制空域であったり、管制空域内部に位置していることがある。この場合、無管制空港といえども好きに離着陸することはできず、当該空域を担当する空港や管制センターから発着許可を得る必要がある。許諾を得る場合は無線や電話を利用したり、航空会社の運用担当者、地区の航空運営局を通して申請する。上空が管制空域の場合、一度計器飛行または有視界飛行で離陸した後、管制空域へと上昇する際に初めて進入許可を得ることもある。また、近くに大きな空港がある場合は、予め低空域に有視界飛行用の専用発着航路が用意されていて、管制空域に干渉することなく離着陸できるようにしている無管制空港もある。

## 遠隔支援
管制塔はないものの、UNICOM等の無線で離着陸や滑走路への誘導を支援する場合がある。あくまで支援業務なので、離着陸の許可や航路の指定をするものではないが、天候や滑走路の状態、他の航空機の位置等を案内する。

## 危険性
管制を受けないので、無線で現在地を通達し忘れたりすると、互いの位置関係を把握しない機材同士が衝突する危険が高まる。1996年にイリノイ州クインシー空港(無管制空港)で着陸中のユナイテッド・エクスプレス5925便が離陸中のキング・エアと衝突したが、これは出発を焦るキング・エア側が航空管制共用周波数で離陸報告を怠ったことが原因である。また時として誤った滑走路から離着陸してしまうこともある。
カナダやノルウェー等では、要通達空港(mandatory frequency airport, mandatory traffic advisory airport)の指定をすることがある。無管制空港ではあるが、指定を受けた空港の管理空域に出入する航空機には当該地区担当の管制センターに連絡する義務がある。但し管制空港とは違い、管制センターは案内をするだけで、離着陸の許可など強制力のある指示は出さない。

## 典拠
- Cordell Akin. “The Uncontrolled Airport Traffic Pattern”. 2006年6月29日閲覧。 (US-specific)
- “Aeronautical Information Manual”.   Federal Aviation Administration. 2006年6月29日閲覧。 (US-specific)